# 1735 en philosophie
Chronologie de la philosophie
- 1731
- 1732
- 1733
- 1734
- 1735
- 1736
- 1737
- 1738
- 1739

L’année 1735 a été marquée, en philosophie, par les événements suivants :

## Naissances
- 22 juin : John Millar de Glasgow (mort le 30 mai 1801) est un philosophe et un historien écossais.